# Javier Altamirano
Javier Adolfo Altamirano Urzúa (Talcahuano, Chile; 21 de agosto de 1999) es un futbolista chileno. Juega de mediocampista y actualmente juega en Universidad de Chile de la Primera División de Chile

## Trayectoria

### Huachipato
Producto de las divisiones formativas del Club Huachipato, debutó en primera división a la edad de 17 años, el 18 de mayo de 2017 con la victoria del Santiago Wanderers sobre Huachipato por 4 a 1.
A partir de la Temporada 2018, Altamirano se adueñaría del mediocampo acerero, siendo un agente revulsivo para el cuadro siderúrgico. La regularidad en el equipo del Biobío, sumado a la corta edad, haría de Altamirano un jugador muy codiciado por el medio chileno, no obstante, para la Temporada 2021, Altamirano sufriría el descenso en cancha del Club Deportivo Huachipato, que posteriormente ratificaría su presencia en Primera División tras la desafiliación de Deportes Melipilla y posterior partido definitorio contra Deportes Copiapó.
Pese a la irregular campaña de Huachipato, Altamirano se mantendría como un inamovible del cuadro acerero, jugando la Copa Sudamericana 2021, y para las siguientes temporadas mantendría su titularidad, compitiendo principalmente con Brayan Palmezano (con quién posteriormente haría dupla en el mediocampo) o Jimmy Martínez.
Para la Temporada 2023, Huachipato, bajo el comando del DT Gustavo Álvarez, tendría un explosivo arranque ganando sus primeros cuatro enfrentamientos en donde Altamirano jugaría un rol indispensable como mediocampista, siendo de los jugadores mejor evaluados en el equipo que se consideraba con unos de los mediocampos más fuertes del 2023 en la Primera División, junto a Claudio Sepúlveda, Gonzalo Montes, Jimmy Martínez y Brayan Palmezano. Sus buenas actuaciones llamarían no solo la atención del medio local, siendo sondeado por varios clubes. Al final de la primera rueda, en donde Huachipato se consagra como "campeón de invierno", Altamirano es pretendido por Estudiantes de La Plata de Argentina, quienes se quedan con el 50% de su pase, siendo su primera experiencia en el extranjero y segundo club después del cuadro del acero. Pese a que el Club Deportivo Huachipato viera su mediocampo fuertemente debilitado, el elenco acerero se coronaría campeón de la Primera División para la Temporada 2023.

### Estudiantes de La Plata
El 18 de agosto de 2023 se convirtió en refuerzo de Estudiantes de La Plata, que adquirió el 50% de sus derechos económicos por U$S 1.000.000 y firmó contrato hasta junio de 2026. El 22 de agosto, a los 67', hace su ingreso en el partido de ida por los cuartos de final de la Copa Sudamericana 2023, en la derrota ante Corinthians en São Paulo.
El 13 de diciembre de 2023 se corona campeón de la Copa Argentina con Estudiantes de La Plata, sumando su segundo título del año con una diferencia de 5 días.
El 3 de marzo de 2024 convierte su primer gol con Estudiantes en la victoria 2 a 1 sobre Godoy Cruz en condición de visitante.
El 21 de diciembre de 2024 integró el banco de suplentes del equipo que obtuvo el Trofeo de Campeones de la Liga Profesional 2024, en el triunfo de Estudiantes de La Plata ante Vélez Sarsfield por 3-0 en el Estadio Único Madre de Ciudades de Santiago del Estero.

### Club Deportivo Universidad de Chile
En enero de 2025, vuelve a jugar en su país y cerca de su familia para poder reinventarse deportivamente. Es cedido por Estudiantes de La Plata a préstamo por un año, con cargo y opción al Club Deportivo Universidad de Chile.  Marcó su primer gol en el equipo el 29 de enero en la goleada por 6-1 frente a Deportes Recoleta por la Copa Chile 2025, encuentro que también sería su debut oficial. Tras ingresar durante el segundo tiempo en reemplazo de Israel Poblete, definió el 5-1 parcial tras recibir un pase de cabeza del delantero Nicolás Guerra.

## Vida personal
Su nombre de nacimiento era Javier Adolfo Urzúa Altamirano, pero en honor a su familia materna cambió su apellido Urzúa por el de Altamirano. En junio de 2024 en el Instituto Médico Platense de la ciudad de La Plata, nace su primer hijo, Clemente.

## Selección nacional
Fue parte de la selección mayor de Chile debutando el 11 de junio de 2023, ante Cuba.
El 8 de marzo de 2024 recibe un nuevo llamado a su selección nacional en la gestíon del entrenador Ricardo Gareca. Dicha convocatoria no se efectivizó a raíz de que el jugador tuvo un ataque convulsivo durante el partido que disputaban Estudiantes de La Plata y Boca Juniors el 17 de marzo de 2024. 
El 5 de junio de 2025 ingresa desde el banco de suplentes en el partido por Eliminatoria al Mundial 2026 en la derrota de Chile ante Argentina por 1 a 0.

### Partidos internacionales
Actualizado hasta el 5 de junio de 2025.
| Partidos internacionales | Partidos internacionales | Partidos internacionales                         | Partidos internacionales | Partidos internacionales | Partidos internacionales | Partidos internacionales | Partidos internacionales | Partidos internacionales | Partidos internacionales                |
| N.º                      | Fecha                    | Estadio                                          | Local                    | Resultado                | Visitante                | Goles                    | Asistencias              | DT                       | Competición                             |
| ------------------------ | ------------------------ | ------------------------------------------------ | ------------------------ | ------------------------ | ------------------------ | ------------------------ | ------------------------ | ------------------------ | --------------------------------------- |
| 1                        | 11 de junio de 2023      | Estadio Ester Roa Rebolledo, Concepción, Chile   | Chile                    | 3-0                      | Cuba                     | 0                        | 0                        | Eduardo Berizzo          | Amistoso                                |
| 2                        | 05 de junio de 2025      | Estadio Julio Martínez Prádanos, Santiago, Chile | Chile                    | 0-1                      | Argentina                | 0                        | 0                        | Ricardo Gareca           | Clasificación para la Copa Mundial 2026 |
| Total                    | Total                    | Total                                            | Presencias               | 2                        | Goles                    | 0                        |                          |                          |                                         |

| Selección chilena | Selección chilena | Selección chilena |
| Año               | Partidos          | Goles             |
| ----------------- | ----------------- | ----------------- |
| 2023              | 1                 | 0                 |
| 2025              | 1                 | 0                 |
| Total             | 2                 | 0                 |

## Estadísticas
| Club                              | Div.          | Temporada     | Liga  | Liga  | Liga   | Copas nacionales | Copas nacionales | Copas nacionales | Torneos internacionales | Torneos internacionales | Torneos internacionales | Total | Total | Total  |
| Club                              | Div.          | Temporada     | Part. | Goles | Asist. | Part.            | Goles            | Asist.           | Part.                   | Goles                   | Asist.                  | Part. | Goles | Asist. |
| --------------------------------- | ------------- | ------------- | ----- | ----- | ------ | ---------------- | ---------------- | ---------------- | ----------------------- | ----------------------- | ----------------------- | ----- | ----- | ------ |
| Huachipato · Chile                | 1.ª           | 2016-17       | 1     | 0     | 0      | —                | —                | —                | —                       | —                       | —                       | 1     | 0     | 0      |
| Huachipato · Chile                | 1.ª           | 2017          | 2     | 0     | 0      | —                | —                | —                | —                       | —                       | —                       | 2     | 0     | 0      |
| Huachipato · Chile                | 1.ª           | 2018          | 25    | 2     | 0      | 4                | 0                | 0                | —                       | —                       | —                       | 29    | 2     | 0      |
| Huachipato · Chile                | 1.ª           | 2019          | 22    | 4     | 1      | 1                | 0                | 0                | —                       | —                       | —                       | 23    | 4     | 1      |
| Huachipato · Chile                | 1.ª           | 2020          | 29    | 1     | 2      | —                | —                | —                | 2                       | 0                       | 0                       | 31    | 1     | 2      |
| Huachipato · Chile                | 1.ª           | 2021          | 24    | 1     | 1      | 1                | 0                | 0                | 8                       | 1                       | 0                       | 33    | 2     | 1      |
| Huachipato · Chile                | 1.ª           | 2022          | 29    | 4     | 2      | 6                | 0                | 0                | —                       | —                       | —                       | 35    | 4     | 2      |
| Huachipato · Chile                | 1.ª           | 2023          | 18    | 3     | 4      | —                | —                | —                | —                       | —                       | —                       | 18    | 3     | 4      |
| Huachipato · Chile                | Total club    | Total club    | 150   | 15    | 10     | 12               | 0                | 0                | 10                      | 1                       | 0                       | 172   | 16    | 10     |
| Estudiantes de La Plata Argentina | 1.ª           | 2023          | —     | —     | —      | 3                | 0                | 0                | 1                       | 0                       | 0                       | 4     | 0     | 0      |
| Estudiantes de La Plata Argentina | 1.ª           | 2024          | 4     | 0     | 0      | 12               | 1                | 1                | 0                       | 0                       | 0                       | 16    | 1     | 1      |
| Estudiantes de La Plata Argentina | Total club    | Total club    | 4     | 0     | 0      | 15               | 1                | 1                | 1                       | 0                       | 0                       | 20    | 3     | 1      |
| Universidad de Chile · Chile      | 1.ª           | 2025          | 16    | 4     | 1      | 4                | 1                | 1                | 9                       | 1                       | 0                       | 29    | 6     | 2      |
| Universidad de Chile · Chile      | Total club    | Total club    | 16    | 4     | 1      | 4                | 1                | 1                | 9                       | 1                       | 0                       | 29    | 6     | 2      |
| Total carrera                     | Total carrera | Total carrera | 170   | 19    | 11     | 31               | 2                | 2                | 20                      | 2                       | 0                       | 221   | 23    | 13     |
| 1. 2. 3.                          |               |               |       |       |        |                  |                  |                  |                         |                         |                         |       |       |        |

### Tripletes
Partidos en los que anotó tres o más goles:
 Actualizado de acuerdo al último partido jugado el 22 de julio de 2017.
| Partidos en los que anotó tres o más goles | Partidos en los que anotó tres o más goles | Partidos en los que anotó tres o más goles | Partidos en los que anotó tres o más goles | Partidos en los que anotó tres o más goles | Partidos en los que anotó tres o más goles | Partidos en los que anotó tres o más goles |
| N.º                                        | Fecha                                      | Estadio                                    | Partido                                    | Goles                                      | Resultado                                  | Competición                                |
| ------------------------------------------ | ------------------------------------------ | ------------------------------------------ | ------------------------------------------ | ------------------------------------------ | ------------------------------------------ | ------------------------------------------ |
| 1                                          | 25 de agosto de 2019                       | Estadio CAP, Talcahuano                    | Huachipato - Deportes Antofagasta          |                                            | 4 - 3                                      | Primera División de Chile 2019             |

## Palmarés
| Título              | Club                    | País      | Año  |
| ------------------- | ----------------------- | --------- | ---- |
| Primera División    | Huachipato              | Chile     | 2023 |
| Copa Argentina      | Estudiantes de La Plata | Argentina | 2023 |
| Copa de la Liga     | Estudiantes de La Plata | Argentina | 2024 |
| Trofeo de Campeones | Estudiantes de La Plata | Argentina | 2024 |